# フーピー!!
『フーピー!!』（Whoopee!!）は1992年に東亜プランから発売されたアーケードゲームである。
本作の音楽は、2018年4月25日にクラリスディスクから発売された『東亜プラン ARCADE SOUND DIGITAL COLLECTION Vol.5』に収録されている。

## ゲーム内容
シューティングゲームの開発で知られる同社にしては珍しく、本作は固定画面タイプのアクションゲームである。
本作は、レバー操作で自機を左右に移動し、ボタン1で攻撃するという操作体系を採用している。
本作は、エレベータや階段を利用しながら、指定された場所に爆弾を設置し、爆発までの間に脱出するとう内容であり、全6面×4ステージの24ステージで構成されている。
一部の面ではトランポリンが用意されており、トランポリンで跳ねたらぶつかるまでどの高さまでも飛べる。飛んでいる途中に移動すれば、左右に動くことが出来るが、その地点から落下が始まる。1ジャンプ中に複数の横移動が可能。
最初の爆弾を設置すると、短時間の間、Hコインが出現する。1枚獲得するごとに各面終了時女の子の絵が現れ、4枚すべて集めるとヌード画像を見ることができる。

## 評価
パソコンゲーム雑誌の編集者である前田尋之の公式サイト「電脳世界のひみつ基地」において、ライターの稲波は本作の操作性が『エレベーターアクション』に近いとしつつも、難易度が最低難易度でもかなり高いと述べている。
また、稲波はご褒美として表示されるヌード画像について、最初の面ではモザイクがかかっていたのに驚いたが、別の面では絵柄に慣れてしまい、モザイクを見ても吹き出す程度だったとも話している。